# Шиїзм

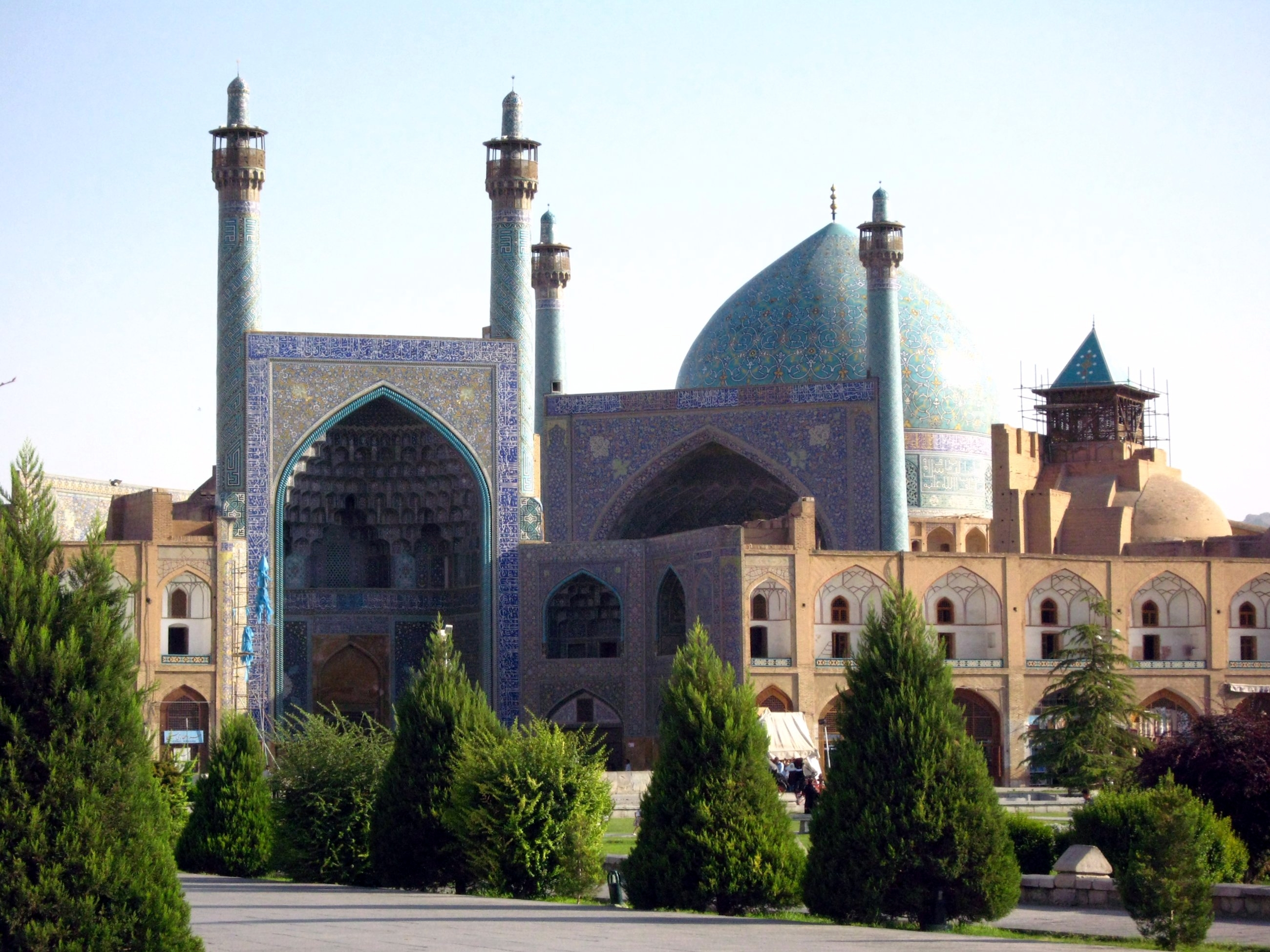
Мечеть Імама в місті Ісфаган, Іран

Шиї́зм  (від араб. شيعة‎‎; [шӣ‘а] — прихильники, група) — загальний термін, що означає послідовників низки течій ісламу — імаміти (шиїти-двонадесятники), зейдити, алавіти, друзи, ісмаїліти та інші. У вузькому сенсі поняття, як правило, означає імамітів (шиїтів-двонадесятників), другого за кількістю прихильників (після сунітів) напряму в ісламі, які визнають єдино законними наступниками пророка Мухаммеда тільки Алі ібн Абу Таліба та його нащадків по головній лінії.

## Історія

### Родинне дерево 6 ісламських Набі та Шиїтів
|  |  |                              |                           |                           |                           |                           |                           |               |               |                            |                            | Адам - 1                   |                            |                            |                            |                |                |                |                |               |               |                   |                   |                   |                   |                   |                   |  |  |  |  |  |  |  |  |  |  |  |  |  |  |  |  |  |  |
|  |  |                              |                           |                           |                           |                           |                           |               |               |                            |                            |                            |                            |                            |                            |                |                |                |                |               |               |                   |                   |                   |                   |                   |                   |  |  |  |  |  |  |  |  |  |  |  |  |  |  |  |  |  |  |
|  |  |                              |                           |                           |                           |                           |                           |               |               |                            |                            | Нух (Ной) - 2              |                            |                            |                            |                |                |                |                |               |               |                   |                   |                   |                   |                   |                   |  |  |  |  |  |  |  |  |  |  |  |  |  |  |  |  |  |  |
|  |  |                              |                           |                           |                           |                           |                           |               |               |                            |                            |                            |                            |                            |                            |                |                |                |                |               |               |                   |                   |                   |                   |                   |                   |  |  |  |  |  |  |  |  |  |  |  |  |  |  |  |  |  |  |
|  |  |                              |                           |                           |                           |                           |                           |               |               |                            |                            | Ібрахім (Авраам) - 3       |                            |                            |                            |                |                |                |                |               |               |                   |                   |                   |                   |                   |                   |  |  |  |  |  |  |  |  |  |  |  |  |  |  |  |  |  |  |
|  |  |                              |                           |                           |                           |                           |                           |               |               |                            |                            |                            |                            |                            |                            |                |                |                |                |               |               |                   |                   |                   |                   |                   |                   |  |  |  |  |  |  |  |  |  |  |  |  |  |  |  |  |  |  |
|  |  |                              |                           |                           |                           |                           |                           |               |               |                            |                            |                            |                            |                            |                            |                |                |                |                |               |               |                   |                   |                   |                   |                   |                   |  |  |  |  |  |  |  |  |  |  |  |  |  |  |  |  |  |  |
|  |  |                              |                           |                           |                           | Ізмаїл                    | Ізмаїл                    | Ізмаїл        | Ізмаїл        | Ізмаїл                     | Ізмаїл                     |                            |                            |                            |                            |                |                | Ісхак (Ісаак)  | Ісхак (Ісаак)  | Ісхак (Ісаак) | Ісхак (Ісаак) | Ісхак (Ісаак)     | Ісхак (Ісаак)     |                   |                   |                   |                   |  |  |  |  |  |  |  |  |  |  |  |  |  |  |  |  |  |  |
|  |  |                              |                           |                           |                           | Ізмаїл                    | Ізмаїл                    | Ізмаїл        | Ізмаїл        | Ізмаїл                     | Ізмаїл                     |                            |                            |                            |                            |                |                | Ісхак (Ісаак)  | Ісхак (Ісаак)  | Ісхак (Ісаак) | Ісхак (Ісаак) | Ісхак (Ісаак)     | Ісхак (Ісаак)     |                   |                   |                   |                   |  |  |  |  |  |  |  |  |  |  |  |  |  |  |  |  |  |  |
|  |  |                              |                           |                           |                           |                           |                           |               |               |                            |                            |                            |                            |                            |                            |                |                | Якуб (Яків)    |                |               |               |                   |                   |                   |                   |                   |                   |  |  |  |  |  |  |  |  |  |  |  |  |  |  |  |  |  |  |
|  |  |                              |                           |                           |                           |                           |                           |               |               |                            |                            |                            |                            |                            |                            |                |                |                |                |               |               |                   |                   |                   |                   |                   |                   |  |  |  |  |  |  |  |  |  |  |  |  |  |  |  |  |  |  |
|  |  |                              |                           |                           |                           |                           |                           |               |               |                            |                            |                            |                            |                            |                            |                |                |                |                |               |               |                   |                   |                   |                   |                   |                   |  |  |  |  |  |  |  |  |  |  |  |  |  |  |  |  |  |  |
|  |  |                              |                           |                           |                           | Абдул Муталіб             | Абдул Муталіб             | Абдул Муталіб | Абдул Муталіб | Абдул Муталіб              | Абдул Муталіб              |                            |                            | Іса (Ісус) - 5             | Іса (Ісус) - 5             | Іса (Ісус) - 5 | Іса (Ісус) - 5 | Іса (Ісус) - 5 | Іса (Ісус) - 5 |               |               | Муза (Мойсей) - 4 | Муза (Мойсей) - 4 | Муза (Мойсей) - 4 | Муза (Мойсей) - 4 | Муза (Мойсей) - 4 | Муза (Мойсей) - 4 |  |  |  |  |  |  |  |  |  |  |  |  |  |  |  |  |  |  |
|  |  |                              |                           |                           |                           | Абдул Муталіб             | Абдул Муталіб             | Абдул Муталіб | Абдул Муталіб | Абдул Муталіб              | Абдул Муталіб              |                            |                            | Іса (Ісус) - 5             | Іса (Ісус) - 5             | Іса (Ісус) - 5 | Іса (Ісус) - 5 | Іса (Ісус) - 5 | Іса (Ісус) - 5 |               |               | Муза (Мойсей) - 4 | Муза (Мойсей) - 4 | Муза (Мойсей) - 4 | Муза (Мойсей) - 4 | Муза (Мойсей) - 4 | Муза (Мойсей) - 4 |  |  |  |  |  |  |  |  |  |  |  |  |  |  |  |  |  |  |
|  |  |                              |                           |                           |                           |                           |                           |               |               |                            |                            |                            |                            |                            |                            |                |                |                |                |               |               |                   |                   |                   |                   |                   |                   |  |  |  |  |  |  |  |  |  |  |  |  |  |  |  |  |  |  |
|  |  | Абдулах (помер 570 н.е.)     | Абдулах (помер 570 н.е.)  | Абдулах (помер 570 н.е.)  | Абдулах (помер 570 н.е.)  | Абдулах (помер 570 н.е.)  | Абдулах (помер 570 н.е.)  |               |               | Абу Таліб (помер 620 н.е.) | Абу Таліб (помер 620 н.е.) | Абу Таліб (помер 620 н.е.) | Абу Таліб (помер 620 н.е.) | Абу Таліб (помер 620 н.е.) | Абу Таліб (помер 620 н.е.) |                |                |                |                |               |               |                   |                   |                   |                   |                   |                   |  |  |  |  |  |  |  |  |  |  |  |  |  |  |  |  |  |  |
|  |  | Абдулах (помер 570 н.е.)     | Абдулах (помер 570 н.е.)  | Абдулах (помер 570 н.е.)  | Абдулах (помер 570 н.е.)  | Абдулах (помер 570 н.е.)  | Абдулах (помер 570 н.е.)  |               |               | Абу Таліб (помер 620 н.е.) | Абу Таліб (помер 620 н.е.) | Абу Таліб (помер 620 н.е.) | Абу Таліб (помер 620 н.е.) | Абу Таліб (помер 620 н.е.) | Абу Таліб (помер 620 н.е.) |                |                |                |                |               |               |                   |                   |                   |                   |                   |                   |  |  |  |  |  |  |  |  |  |  |  |  |  |  |  |  |  |  |
|  |  | Магомет (помер 632 н.е.) - 6 |                           |                           |                           |                           |                           |               |               |                            |                            |                            |                            |                            |                            |                |                |                |                |               |               |                   |                   |                   |                   |                   |                   |  |  |  |  |  |  |  |  |  |  |  |  |  |  |  |  |  |  |
|  |  |                              |                           |                           |                           |                           |                           |               |               |                            |                            |                            |                            |                            |                            |                |                |                |                |               |               |                   |                   |                   |                   |                   |                   |  |  |  |  |  |  |  |  |  |  |  |  |  |  |  |  |  |  |
|  |  | Фатіма (померла 632 н.е.)    | Фатіма (померла 632 н.е.) | Фатіма (померла 632 н.е.) | Фатіма (померла 632 н.е.) | Фатіма (померла 632 н.е.) | Фатіма (померла 632 н.е.) |               |               | Алі (помер 661 н.е.)       | Алі (помер 661 н.е.)       | Алі (помер 661 н.е.)       | Алі (помер 661 н.е.)       | Алі (помер 661 н.е.)       | Алі (помер 661 н.е.)       |                |                |                |                |               |               |                   |                   |                   |                   |                   |                   |  |  |  |  |  |  |  |  |  |  |  |  |  |  |  |  |  |  |
|  |  | Фатіма (померла 632 н.е.)    | Фатіма (померла 632 н.е.) | Фатіма (померла 632 н.е.) | Фатіма (померла 632 н.е.) | Фатіма (померла 632 н.е.) | Фатіма (померла 632 н.е.) |               |               | Алі (помер 661 н.е.)       | Алі (помер 661 н.е.)       | Алі (помер 661 н.е.)       | Алі (помер 661 н.е.)       | Алі (помер 661 н.е.)       | Алі (помер 661 н.е.)       |                |                |                |                |               |               |                   |                   |                   |                   |                   |                   |  |  |  |  |  |  |  |  |  |  |  |  |  |  |  |  |  |  |
|  |  |                              |                           |                           |                           |                           |                           |               |               |                            |                            |                            |                            |                            |                            |                |                |                |                |               |               |                   |                   |                   |                   |                   |                   |  |  |  |  |  |  |  |  |  |  |  |  |  |  |  |  |  |  |
|  |  |                              |                           |                           |                           |                           |                           |               |               |                            |                            |                            |                            |                            |                            |                |                |                |                |               |               |                   |                   |                   |                   |                   |                   |  |  |  |  |  |  |  |  |  |  |  |  |  |  |  |  |  |  |
|  |  | Хасан (помер 669 н.е.)       | Хасан (помер 669 н.е.)    | Хасан (помер 669 н.е.)    | Хасан (помер 669 н.е.)    | Хасан (помер 669 н.е.)    | Хасан (помер 669 н.е.)    |               |               | Хусейн (помер 680 н.е.)    | Хусейн (помер 680 н.е.)    | Хусейн (помер 680 н.е.)    | Хусейн (помер 680 н.е.)    | Хусейн (помер 680 н.е.)    | Хусейн (помер 680 н.е.)    |                |                |                |                |               |               |                   |                   |                   |                   |                   |                   |  |  |  |  |  |  |  |  |  |  |  |  |  |  |  |  |  |  |
|  |  | Хасан (помер 669 н.е.)       | Хасан (помер 669 н.е.)    | Хасан (помер 669 н.е.)    | Хасан (помер 669 н.е.)    | Хасан (помер 669 н.е.)    | Хасан (помер 669 н.е.)    |               |               | Хусейн (помер 680 н.е.)    | Хусейн (помер 680 н.е.)    | Хусейн (помер 680 н.е.)    | Хусейн (помер 680 н.е.)    | Хусейн (помер 680 н.е.)    | Хусейн (помер 680 н.е.)    |                |                |                |                |               |               |                   |                   |                   |                   |                   |                   |  |  |  |  |  |  |  |  |  |  |  |  |  |  |  |  |  |  |
|  |  |                              |                           |                           |                           |                           |                           |               |               | Сеїди                      |                            |                            |                            |                            |                            |                |                |                |                |               |               |                   |                   |                   |                   |                   |                   |  |  |  |  |  |  |  |  |  |  |  |  |  |  |  |  |  |  |

Незабаром після смерті Мухаммеда (632) частина його сподвижників виступила за збереження верховної влади в «сім'ї Пророка», вважаючи незаконною присягу Абу-Бекру. На початку другої половини VII століття вони вчинили розкол («шіа»), утворивши окрему групу, релігійно-політичне угрупування («шіа») прихильників передачі верховної влади Алі ібн Абу Талібові, як найближчому родичеві (двоюрідному братові і зятеві) і духовному наступникові пророка. Це угруповання стало ядром руху шиїтів, що розділив потім мусульманську общину на сунітів і шиїтів.
Після вбивства Алі 661 року його прихильники повели боротьбу за повернення верховної влади в «сім'ю Пророка», маючи на увазі винятковий рід Алі. Більшість шиїтів обґрунтовували ці вимоги спорідненістю Алі з Пророком, його особистими якостями і заслугами перед ісламом. Частина шиїтів проповідувала, що Мухаммед призначив Алі своїм духовним наступником, і що сам Алі наділений божественною благодаттю.
У формуванні шиїзму відіграв роль і національний чинник. Серед прихильників шиїзму непропорційно багато представників неарабомовних народів (іраномовні, урдумовні, берберомовні), а також народів, що входили в сферу впливу середньовічної Персії.

Поширення ісламу в світі — червоним кольором позначено шиїтів

Для шиїтів роль імама значно вища, ніж для сунітів. Вони сприймають імама, що підтвердив своє звання формальним або (рідко) неформальним шляхом, як тлумача прямої волі Всемогутнього. Також шиїтам властиво почитати своїх учених, що вважаються після заховання останнього дванадцятого імама його заступниками. Цим пояснюється пошанування аятоли Хомейні в шиїтському Ірані.
Суннізм у більшості мусульманських країн став офіційною релігією. Шиїти — меншина, часто гнана. Вони складають приблизно 15 відсотків загального числа мусульман. В історії шиїти часто піддавалися гонінням, тому для них характерний культ мучеників.
Політично шиїти-імаміти відчули себе силою лише після того, як 1979 року їхні єдиновірці в Ірані повалили шаха і керівником країни став аятолла Хомейні. Ісмаїліти відчули себе силою, коли Ага-Хан став головою Ліги націй. Ісмаїліти, шиїти, алавіти, друзи, бахаїти створювали свої держави впродовж всієї історії ісламу.
Нині послідовники різних общин шиїтів існують практично у всіх мусульманських країнах. Віровчення шиїтів дотримуються переважна більшість населення Ірану і Азербайджану, понад половина населення Іраку, значна частина населення Лівану, Ємену, Бахрейну. До ісмаїлітської гілки шиїзму належать більшість жителів Гірсько-Бадахшанської області Таджикистану. Нині[коли?] інтерес до шиїтів різко зріс (маються на увазі на араби-шиїти). територія розселення арабів-шиїтів — це 70 % світових запасів нафти. Йдеться про північно-східну частину Саудівської Аравії, південний Ірак і Іранську провінцію Хузестан (південно-західний Іран).

## Опис напрямку
Як і всі мусульмани, шиїти вірять у посланницьку місію пророка Мухаммада. Характерною рисою шиїтів є переконання в тому, що керівництво мусульманською громадою має належати Імамам — призначеним Богом, обраним особам із числа нащадків пророка, до яких вони відносять Алі ібн Абу Таліба і його нащадків від дочки Мухаммада Фатіми, а не виборним особам — халіфам. Шиїти критично ставляться до халіфату перших трьох халіфів Абу Бакра, Умара і Усмана, оскільки Абу Бакр був обраний невеликим числом сподвижників, Умар був призначений Абу Бакром, а Усман був обраний із шури (ради) із семи претендентів, яких призначив Умар з такими умовами, що обрання кого-небудь, окрім Усмана, не було можливим. На думку шиїтів, обрання керівника — Імама мусульманської громади, подібне до обрання пророків і є прерогативою Бога.

## Поширення
Тепер послідовники різних шиїтських общин існують практично у всіх мусульманських, європейських і американських країнах. Шиїтського віровчення дотримується переважна більшість населення Ірану і Азербайджану, близько двох третин населення Бахрейну, третина населення Іраку, значна частина населення Лівану і Ємену, в Афганістані — фарсівани на заході країни й Хазарейці. До ісамаїлістської гілки шиїзму належить більшість жителів Горно-Бадахшанської автономної області Таджикистану — памірські народи (крім частини язгулемців і ванчців). Чисельність шиїтів в Росії незначна. До цього напрямку ісламу належать мешканці Республіки Дагестан тати, лезгини селища Міскінджа, а також азербайджанські громади Дербенту, що говорять місцевим діалектом азербайджанської мови. Крім того шиїтами є велика частина азербайджанців, що проживають в Росії (у самому Азербайджані шиїти складають до 85 % населення).

### Список країн із шиїтським населенням
Числа в перших трьох колонках базуються на демографічних дослідженнях Pew Research Center, опублікованих у звіті у жовтні 2009, Картування глобальної популяції мусульман
| Країна                     | Чисельність шиїтів      | Відсоток шиїтів серед мусульман | Відсоток серед усіх шиїтів світу | Мінімальна оцінка | Максимальна оцінка                 |
| -------------------------- | ----------------------- | ------------------------------- | -------------------------------- | ----------------- | ---------------------------------- |
| Іран                       | 66,000,000 – 70,000,000 | 90–95                           | 37–40                            |                   |                                    |
| Пакистан                   | 17,000,000 – 26,000,000 | 10–15                           | 10–15                            |                   | 43,250,000 – 57,666,666            |
| Індія                      | 16,000,000 – 24,000,000 | 10–15                           | 9–14                             |                   | 40,000,000 – 50,000,000.           |
| Індонезія                  | 5,000,000 – 6,000,000   | 2,77                            | 3                                |                   | <7,000,000                         |
| Ірак                       | 19,000,000 – 22,000,000 | 65–70                           | 11–12                            |                   |                                    |
| Туреччина                  | 7,000,000 – 11,000,000  | 10–15                           | 4–6                              |                   |                                    |
| Ємен                       | 8,000,000 – 10,000,000  | 35–40                           | 5                                |                   |                                    |
| Азербайджан                | 5,000,000 – 7,000,000   | 65–75                           | 3–4                              |                   | 85 % загальної чисельності         |
| Афганістан                 | 3,000,000 – 4,000,000   | 10–15                           | <2                               |                   | 15–19 % загальної чисельності.     |
| Сирія                      | 3,000,000 – 4,000,000   | 15–20                           | <2                               |                   |                                    |
| Саудівська Аравія          | 2,000,000 – 4,000,000   | 10–15                           | 1–2                              |                   |                                    |
| Нігерія                    | <4,000,000              | <5                              | <2                               |                   | 5-10 мільйонів                     |
| Ліван                      | 1,000,000 – 1,600,000   | 30-35                           | <1                               |                   | Оцінка, не було офіційного обліку. |
| Танзанія                   | <2,000,000              | <10                             | <1                               |                   |                                    |
| Оман                       | 700,000 – 900,000       | 5–10                            | <1                               |                   | 948,750                            |
| Кувейт                     | 500,000 – 700,000       | 30–35                           | <1                               |                   | 35–40 % загальної чисельності>     |
| Німеччина                  | 400,000 – 600,000       | 10–15                           | <1                               |                   |                                    |
| Бахрейн                    | 400,000 – 500,000       | 60–70                           | <1                               |                   |                                    |
| Таджикистані               | 400,000                 | 7                               | <1                               |                   |                                    |
| Об'єднані Арабські Емірати | 300,000 – 400,000       | 10                              | <1                               |                   |                                    |
| Сполучені Штати Америки    | 200,000 – 400,000       | 10–15                           | <1                               |                   |                                    |
| Велика Британія            | 100,000 – 300,000       | 10–15                           | <1                               |                   |                                    |
| Болгарія                   | 100,000                 | 10–15                           | <1                               |                   |                                    |
| Катар                      | 100,000                 | 10                              | <1                               |                   |                                    |

## Гілки шиїзму

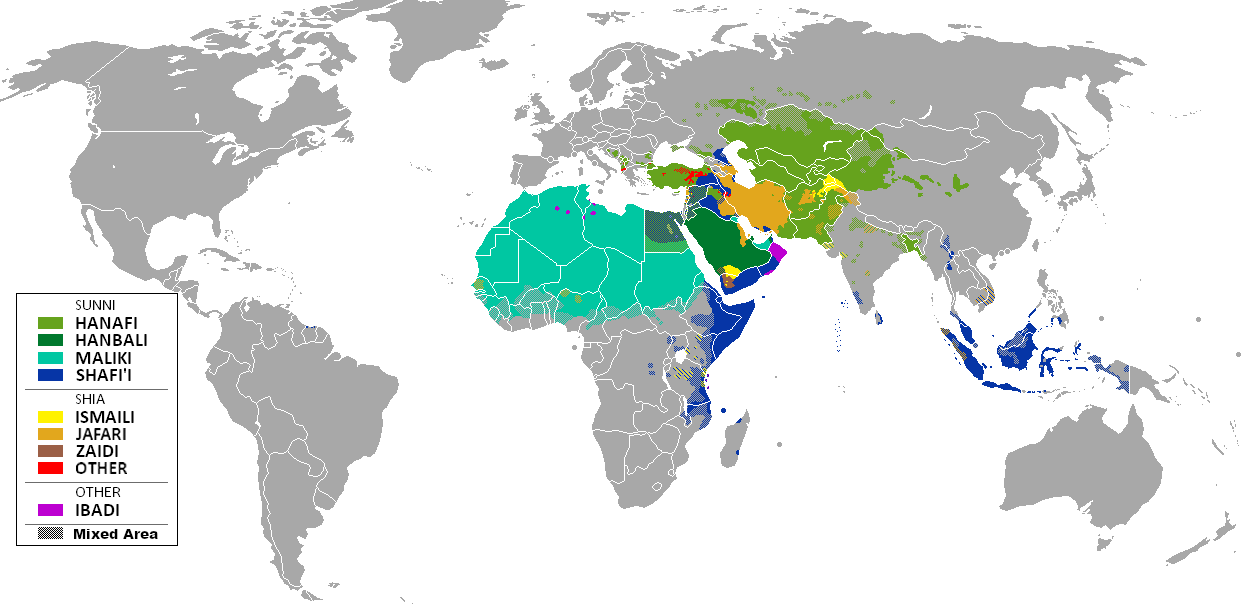
Поширення в світі трьох найбільших гілок ісламу: шиїзму, сунізму та ібадизму.

Переважним напрямком шиїзму є імаміти, серед яких стався розкол на шиїтів-двунадесятників (існаашарітів) та ісмаїлітів. Аш-Шахрастані називає такі секти імамітів (бакіріти, навусіти, афтахіти, шумайріти, ісмаїліти-вакіфіти, мусавіти та існаашаріти), тоді як інші ересіографи (аль-ашара, Наубахті) виділяють три головні секти: котити (згодом стали існаашарітами), шуккаріти і вакіфіти.
Нині відносини між двунадесятниками (а також зейдитами) та іншими шиїтськими течіями іноді набувають напружених форм. Попри подібні моменти у віровченні, фактично це різні громади. Шиїти традиційно поділяються на дві великі групи: помірковані (шиїти-двунадесятники, зейдити) і крайні (ісмаїліти, алавіти, алевіти тощо). Разом з тим, з 70-х років XX століття почався зворотний поступовий процес зближення поміркованих шиїтів, алавітів та ісмаїлітів.

### Шиїти-двунадесятники
Шиїти-двунадесятники або існаашаріти є переважальним напрямком у рамках шиїтського ісламу, переважно поширені в Ірані, Азербайджані, Бахрейні, Іраці і Лівані, а також представлені й у інших країнах. Цим терміном позначають імамітів, які визнали 12 імамів з роду Алі.
Після того як 1501 року сефівідський шейх Ісмаїл I проголосив себе шахом, він оголосив існаашарітский (двунадесятницький) напрям шиїтського ісламу державною релігією у створеній ним державі.

#### Дванадцять імамів
1. Алі ібн Абу Таліб (помер 661) — двоюрідний брат, зять і сахаб Пророка Мухаммеда, чоловік його дочки Фатіми, четвертий і останній праведний халіф.
2. Хасан ібн Алі (помер 669) — старший син Алі і Фатіми.
3. Хусейн ібн Алі (помер 680) — молодший син Алі та Фатіми, загинув мученицькою смертю в битві при Кербелі проти армії халіфа Йазіда I.
4. Зайн-аль-Абідін (помер 713)
5. Мухаммад аль-Бакір (помер 733)
6. Джафар ас-Садик (помер 765) — засновник однієї з ісламських правових шкіл — джафарітського мазхаба.
7. Муса аль-Казім (помер 799)
8. Алі ар-Рида (або Імам Реза), (помер 818)
9. Мухаммад ат-Таки (помер 835)
10. Алі ан-Наки (помер 865)
11. аль-Хасан аль-Аскарі (помер 873)
12. Мухаммад аль-Махді (Махді) — ім'я останнього з 12-ти імамів. Махді в ісламі — це як Месія, який у віці п'яти років пішов у підпілля. Це підпілля, на переконання шиїтів-імамітів, продовжується і понині.

#### П'ять основних стовпів віри
Шиїтське віровчення базується на п'яти основних стовпах:
1. Віра в Єдиного Бога (Таухід).
2. Віра в Справедливість Бога (Адль)
3. Віра в пророків і Пророцтва (Набувват).
4. Віра в Імамат (віра в духовне і політичне керівництво 12 імамів).
5. Потойбічний світ (Маад).[22]

Інші автори виділяють окремим принципом релігії (стовпом віри) атрибут Аллаха — Божественна справедливість (Адл).

### Ісмаїлізм
Ісмаїліти є прихильниками мусульманської шиїтської секти. На відміну від існаашарітів (двунадесятників), вони послідовно визнають сім імамів до Джафара ас-Садика, але після нього зводять імамат не до Мусі аль-Казім, а до іншого сина Джафара — Ізмаїла, який помер раніше за свого батька.
У IX столітті ісмаїліти розкололися на фатімідських ісмаїлітів, що визнала підпільних імамів, і карматів, які вважали, що імамів повинно бути сім. Наприкінці XI — початку XII століть кармати припинили існування.
Після смерті 1094 року фатимідського халіфа ал-Мустансира ісмаїліти розкололися на нізаритів (східних ісмаїлітів), що підтримують прихід до влади старшого сина ал-Мустансира — Нізара, і на мусталітів, визнають імамом фатимідського халіфа ал-Мусталі. Нізарити утворили державу з центром в іранській фортеці Аламут, яку знищив 1256 року монгольський завойовник Хулагу-хан. Центральною фігурою в розвитку цієї гілки ісламу і засновником держави нізаритів став Хасан ібн Саббах, який виклав доктрину неоісмаілізму (Да'ват-і джадид). Найбільш відомою з нізаритських сект стали хашшашіни, відоміші як ассасіни.
Після падіння Фатімідів духовний центр іншої ісмаїлітської гілки — мусталітів, перемістився до Ємену, а в XVII столітті — до індійського міста Гуджарат, де осіла їхня більша частина.
У XVIII столітті перський шах офіційно визнав ісмаїлізм течією шиїзму.

#### Друзи
Друзи — етноконфесійна група мусульман (хоча деякі ісламські авторитети вважали, що друзи настільки далеко відійшли від інших ісламських течій, що втратили право вважатися мусульманами), що є відгалуженням ісмаїлітів. Секта виникла на початку XI століття під впливом проповіді низки проповідників-прихильників єгипетського ісамаїлітського правителя Хакема серед ісмаїлітів Єгипту, Сирії та Лівану.
Назва секти походить від імені місіонера Даразі (помер 1017 року), якого самі друзи вважають відступником, воліючи називатися Аль-муваххідун (унітарії, або сповідують єдинобожжя). Існували династії панівних емірів серед друзів, як-от Маани, Шихаби тощо. 1949 року заснували Прогресивно-соціалістичну партію Лівану, основу якої склали друзи.

### Зейдити
Зейдити представляють гілку «помірних» шиїтів, яка поширена на північному сході Ємена; також одна з гілок — нукватіти, поширена в Ірані.
Зейдити утворилися в VIII столітті. Зейдити приймають законність халіфів Абу Бакра, Омара і Османа, що відрізняє їх від існаашарітів (двунадесятників) та ісмаїлітів. Від решти шиїтів вони відрізняються ще й тим, що заперечують вчення про «підпільного імама», практику «такійя» тощо.
Зейдити утворили держави Ідрісідів, Алавідів та інші, а також встановили владу на частині території Ємену, де їхні імами правили до революції 26 вересня 1962.

### Алавіти
Алавіти (Алауіти) або Нусайрити (за ім'ям Мухаммада бен Нусайра ан-Нумайрі, що вважається засновником секти) є представниками «крайніх» шиїтів. Здебільшого вони проживають у Західній Сирії, а також у Північному Лівані і Туреччини.
В основі їхніх догм можна знайти духовні традиції багатьох вчень і вірувань: ісмаїлізму, гностичного християнства, шиїзму, доісламських астральних культів, грецької філософії.
Були основним населенням Держави Алавітів. До алавітів належала родина Асадів, президенти Сирії Хафез Асад і його син Башар Асад.

### Ахл-е Хакк, або Йарсан
Крайньошиїтське езотеричне вчення, що коріниться у месопотамських течіях гулату, і поширене на заході Ірану і сході Іраку переважно серед курдів.

### Кайсаніти
Зникла гілка — кайсаніти, сформувалися наприкінці VII століття. Вони проголосили імамом сина Алі — Мухаммада ібн аль-Ханафі, але оскільки той не був сином дочки пророка, то велика частина шиїтів відкинула цей вибір. За однією версією, свою назву вони отримали за прізвиськом аль-Мухтара ібн Абі Убайда ас-Сакафі — Кайсан, який керував повстанням у Куфі під гаслом захисту прав аль-Ханафі і помсти за кров імама Хусейна, за іншою версією — від імені начальника гвардії аль-Мухтара Абу Амра Кайсана. Течія кайсанітів розпалося на низку сект: мухтаріти, Хашиміти, Байаніти та Різаміти. Громади кайсанітів припинили своє існування в середині IX століття.

## Державно-правові ідеї
Шиїти — загальна назва течій в ісламі, що вважають халіфа Алі ібн Алі Таліба і його нащадків єдиними законними спадкоємцями влади пророка Мухаммеда над мусульманами. Шиїзм виник на початку другої половини VII ст. у процесі боротьби за владу в ісламі й Арабському халіфаті, коли утворилось політичне угруповання прихильників Алі (аш-шиа), які визнавали його виключне право на верховну владу — імамат.
У шиїтів імамат — інститут верховного керівництва мусульманською релігійною громадою, що в ньому поєднується світська і релігійна влада, внаслідок чого він не може залежати від бажання людей, тобто обиратись, як вважають суніти. Виконавцем «божественного розпорядження» в них є імам (від араб. — стояти попереду, верховодити, ватажок мусульманської громади), а імамат сприймається як космічна сила, еманація «божественного світла», тому тільки під керівництвом носія цієї сили — законного імама — пересічний мусульманин може пізнати істинну віру й отримати спасіння.
Шиїти, таким чином, вважають халіфа Алі божественним. Згідно з їхньою версією, Аллах розглядав Мухаммеда і Алі рівновеликими, до того ж, архангел Джабраїл мав передати його «одкровення» Алі, а не Мухаммеду (брати були дуже схожими), тому вони хоч і визнають статус Мухаммеда, проте звеличують постать Алі.
Шиїти розраховують на прихід месії. Це імам Махді. Він — один з дванадцяти «світлих імамів». Першим був Алі, останнім — Махді. Він зник в XI ст., але не помер. Махді — очікуваний безгрішний імам із роду Алі, продовжувач справи Пророка, повноправний правитель внаслідок «божественного визнання». Махді після свого повернення віддасть незаконно відібрані права обраному Богом роду Алі і відновить на Землі справедливість.
Шиїти по-особливому ставляться до Корану, оскільки в ньому немає імені Алі. В них навіть є власна версія Корану зі сурою «Два світила», у якій ідеться про рівність Мухаммеда й Алі. При цьому вони не ставлять під сумнів Коран, але вважають, що знають його лише імами. Решті мусульман зміст Корану відкриє месія Махді.
Шиїти визнають Суну, але тільки ту її частину, де йдеться про алідів. Вони також поклоняються Хусейну — третьому імамові, онуку Пророка. Халіф Алі помер від ран, що були отримані ним у боях. Його син від Фатіми, доньки пророка Мухаммеда, Хасан (аль-Хасан ібн Алі) — другий шиїтський імам — був змушений відмовитись від посади халіфа Іраку й помер 669 р. в Медині, бувши приватною особою. Після його смерті головою алідського роду став Хусейн — молодший син Алі і Фатіми. В одному з боїв Хусейн був по-звірячому вбитий, йому було нанесено кілька десятків колотих і рублених ран. Це сталося 10 мухаррама (першого місяця мусульманського місячного календаря) 680 р. Дата загибелі Хусейна відзначається всіма шиїтами як день жалоби. Щорічно, впродовж перших десяти днів цього місяця, вони влаштовують містерії, інсценують епізоди з історії загибелі Хусейна, проводять урочисті читання розповідей про нього, вивішують траурні прапори і гасла. На десятий день відбувається урочистий хід із голосінням за Хусейном. Деякі його учасники завдають собі ножових поранень, і всі разом голосно оплакують не тільки Хусейна, а і його брата Хасана. Центром таких жалобних урочистостей є місто Кербела, де, за переказами, поховане тіло імама. У них беруть участь паломники-шиїти з усіх кінців мусульманського світу.
Упродовж усієї історії ісламу шиїти з перемінним успіхом ведуть боротьбу за повернення влади нащадкам Алі.

## Інтернет-ресурси
- ІСЛАМ. Шиїти та Суніти